# Denis Nikiša
Denis Andreevič Nikiša (in kazako Денис Андреевич Никиша?; Qostanay, 7 agosto 1995) è un pattinatore di short track kazako.

## Biografia
Ha rappresentato il Kazakistan ai Giochi olimpici invernali di Soči 2014 e Pyeongchang 2018.

## Palmarès
- Mondiali

Rotterdam 2024: argento nei 500 m;
Pechino 2025: argento nei 500;
- Universiadi

Almaty 2017: bronzo nei 500 m, nei 1000 m e nella staffetta 5000 m;
Krasnojarsk 2019: bronzo nella staffetta 5000 m;